# Sigh No More (album Mumford & Sons)
Sigh No More – debiutancki album studyjny kwartetu Mumford & Sons. Został wydany 5 października 2009 r. w Wielkiej Brytanii, a 16 lutego 2010 r. w Stanach Zjednoczonych i Kanadzie. Singlem promującym album jest "Little Lion Man".

## Wykonawcy
- Marcus Mumford - wokal, gitara, perkusja, mandolina
- Ben Lovett - wokal, klawisze, akordeon, perkusja
- Winston Marshall - wokal, banjo, dobro
- Ted Dwane - wokal, kontrabas, perkusja, gitara

## Lista utworów
| Lp | Tytuł                  | Długość |
| -- | ---------------------- | ------- |
| 1  | "Sigh No More"         | 3:27    |
| 2  | "The Cave"             | 3:37    |
| 3  | "Winter Winds"         | 3:39    |
| 4  | "Roll Away Your Stone" | 4:23    |
| 5  | "White Blank Page"     | 4:14    |
| 6  | "I Gave You All"       | 4:20    |
| 7  | "Little Lion Man"      | 4:06    |
| 8  | "Timshel"              | 2:53    |
| 9  | "Thistle & Weeds"      | 4:49    |
| 10 | "Awake My Soul"        | 4:15    |
| 11 | "Dust Bowl Dance"      | 4:43    |
| 12 | "After the Storm"      | 4:03    |